# Psychotria kuruvolii
Psychotria kuruvolii är en måreväxtart som beskrevs av Albert Charles Smith. Psychotria kuruvolii ingår i släktet Psychotria och familjen måreväxter. Inga underarter finns listade i Catalogue of Life.